# Société des postes et de l'épargne du Congo
Pour les articles homonymes, voir La Poste.
La Société des postes et de l'épargne du Congo (SOPECO), Société des postes et de l’épargne du Congo, est l’opérateur du service postal en république du Congo. Instaurée le 1er juillet 2001, elle est responsable du service postal universel.

## Réglementation
La compétition avec les opérateurs postaux est mise en place en 1987. La dissolution et la scission de l'Office national des postes et télécommunications (ONPT) intervient en 2003, la SOPECO reprend les activités postales. Elle conserve le statut d’entreprise d’Etat en jouissant d’une autonomie financière. Le secteur des postes de la république du Congo, est réglementé par la loi no 10-2009 du 25 novembre 2009.

## Missions

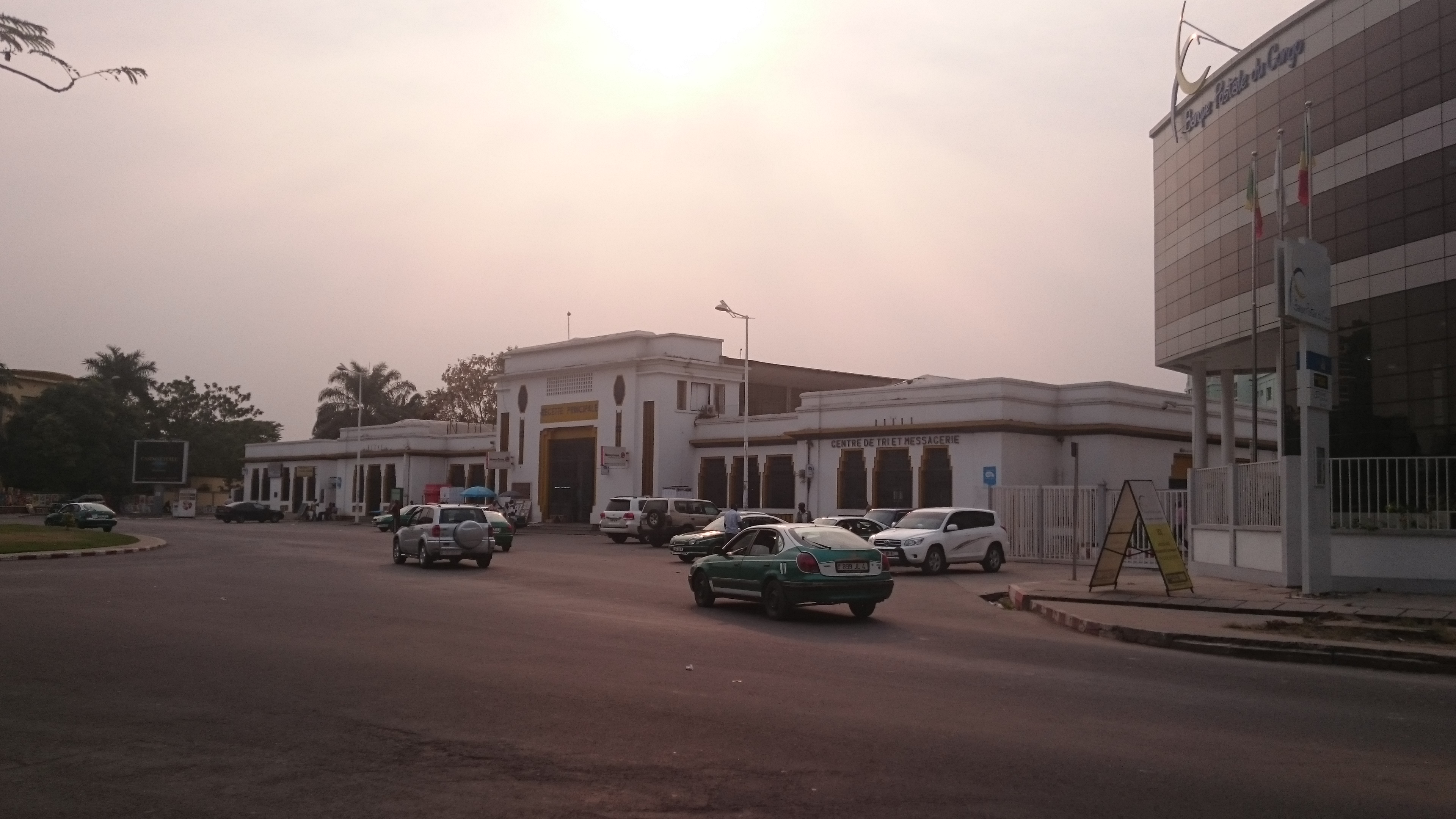
La Poste de Brazzaville en fin de journée

Ses missions sont de couvrir les services suivants :
- distribution du courrier ;
- émission et vente de timbres poste
- la collecte, l’acheminement et la distribution du courrier ;
- les services financiers de mandats postaux, mandats express international (zone Cemac et France) ;
- livraison de colis ;
- messagerie express ;
- philatélie ;
- transfert d'argent international en partenariat.

## Participations
La SOPECO détient 20 % de la Banque postale du Congo, société anonyme instaurée depuis le 3 mars 2012.